# Tim Russert

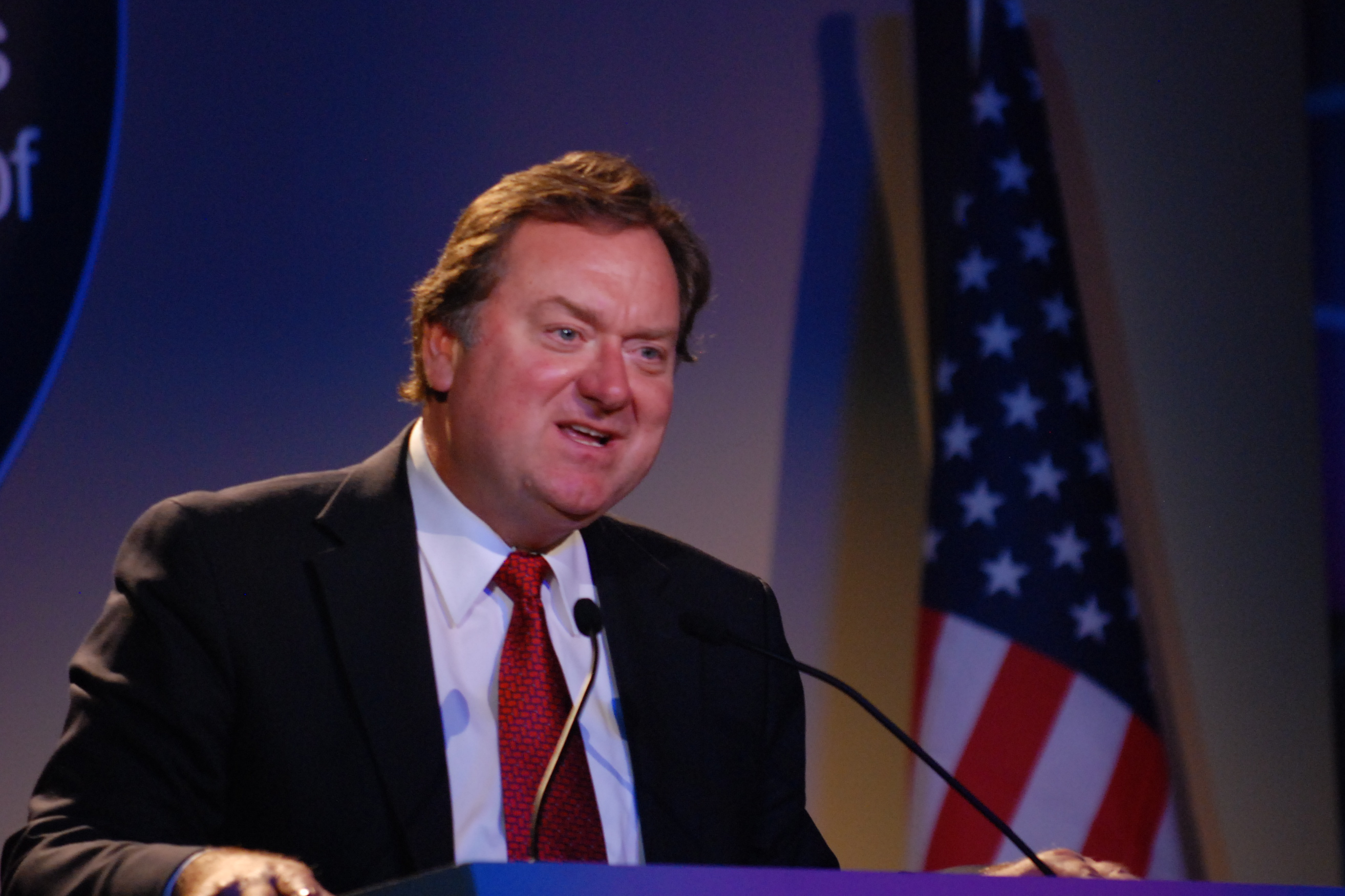
Tim Russert

Timothy John Russert (7 de mayo de 1950 - 13 de junio de 2008) fue un periodista de televisión y abogado estadounidense que apareció por más de 16 años -siendo el que más ha durado- como moderado del programa Meet the Press de NBC. Fue Senior vicepresidente de NBC News, Washington jefe administrativo y presentador del programa semanal de entrevistas homónimo Tim Russert de CNBC/MSNBC. Frecuentemente se desempeñó como corresponsal e invitado de los programas The Today Show y Hardball de la NBC. Russert cubrió varias elecciones presidenciales, y presentó las noticias relacionadas con el Wall Street Journal en programa de NBC News NBC Nightly News durante las elecciones presidenciales de EE. UU. en 2008. La revista Time Magazine incluyó a Russert en su lista de los 100 más influyentes personas en el mundo en 2008. Se reveló póstumamente que Russert fue una especie de fuente para las columnas de Robert Novak por treinta años.
Russert es padre de Luke Russert, un locutor de XM Radio que firmó un contrato con NBC News siete semanas después de que su padre falleciera para trabajar como corresponsal en NBC News cubriendo las percepciones de la juventud sobre las elecciones presidenciales de Estados Unidos de 2008.

## Línea de tiempo de su carrera

### Carrera política
- 1977–1982 — Jefe de Empleados (Chief of staff) de Daniel Patrick Moynihan
- 1983–1984 — Abogado consejero de Mario Cuomo

### Carrera en los medios
- 1984–1988 — Primera antigüedad como vicepresidente de las operaciones en Washjington de NBC News
- 1988–2008 — Jefe administrativo en Washington de NBC News
- 1991–2008 — Moderador de Meet the Press
- 1992–2006 — Presentador de noticias en el programa de cobertura nocturna de las elecciones de la NBC News

#### Moderador de debates
- 2000 — Moderador del debate entre Rick Lazio y Hillary Clinton, candidatos a Senador de EE. UU. por Nueva York
- 2007 — Moderador del debate en Filadelfia (Pensilvania) entre los candidatos Demócratas a Presidente de los Estados Unidos
- 2008 — Co moderador del debate en Cleveland State entre Hillary Clinton y Barack Obama, candidatos Demócratas a Presidente de EE. UU.